# Michael J. Pollard
Michael J. Pollard (anglès: Michael John Pollard)  (Passaic, 30 de maig de 1939 - Los Angeles, 20 de novembre de 2019) fou un actor estatunidenc.

## Biografia
El 1967, Pollard es va fer conèixer pel paper de C. W. Moss a la pel·lícula Bonnie i Clyde, paper pel qual va rebre una nominació als Oscar i als Globus d'Or en la categoria de millor actor secundari i un premi de la British Academy Film Award a l'actor revelació de l'any.
La seva poca estatura li va donar oportunitats en papers de nen malgrat comptar amb 25 anys (com el paper en Star Trek, on interpreta un nen en un planeta tan sols habitat per criatures), o de criatures irreals com el paper de Mister Mxyzptlk en dos episodis deuperboy. Pollard va aparèixer en alguns episodis de "The Andy Griffith Show".
L'actor Michael J. Fox va adoptar en el seu nom J. en homenatge a Pollard.
Morí el 20 de novembre de 2019 d'un atac de cor a Los Angeles.

## Filmografia
Llista de pel·lícules on ha participat Michael J. Pollard:

### Cinema
- 1959: La indòmita i el milionari (It Happened to Jane): Lloyd
- 1962: Hemingway's Adventures of a Young Man: George
- 1963: The Stripper: Jelly
- 1963: Summer Magic: Digby Popham
- 1966: Que vénen els russos! (The Russians Are Coming the Russians Are Coming): Stanley
- 1966: Els àngels de l'infern (The Wild Angels): Pigmy
- 1967: Enter Laughing: Marvin
- 1967: Caprice: Barney
- 1967: Bonnie i Clyde (Bonnie and Clyde): C.W. Moss
- 1968: Jigsaw: Dill
- 1969: Hannibal Brooks: Packy
- 1970: Little Fauss and Big Halsy: Little Fauss
- 1971: Les Pétroleuses: el Xèrif
- 1972: Morbo
- 1972: Dirty Little Billy de Stan Dragoti: Billy Bonney
- 1974: Sunday in the Country: Leroy
- 1975: I quattro dell'apocalisse: Clem
- 1977: Between the Lines: The Hawker
- 1980: Melvin and Howard: Little Red
- 1983: Candy the Stripper (video): Leotis
- 1985: Heated Vengeance: Snake
- 1986: Riders of the Storm: Tesla
- 1986: The Patriot: Howard
- 1986: America: Bob Jolly
- 1987: Roxanne: Andy
- 1988: American Gothic: Woody
- 1988: Scrooged: Herman
- 1989: Fast Food: Bud
- 1989: Night Visitor: Stanley Willard
- 1989: Season of Fear: Bob
- 1989: Next of Kin: Harold
- 1989: Tango i Cash (Tango and Cash): Owen
- 1989: Sleepaway Camp III: Teenage Wasteland: Herman Miranda
- 1990: Per què jo? (Why Me?): Ralph
- 1990: Dark Angel: Boner
- 1990: Enid Is Sleeping: Motel Manager
- 1990: Dick Tracy: Bug Bailey
- 1991: Heartstopper: Dr. Lubbock
- 1991: The Arrival: Lou
- 1991: The Art of Dying: Delbert
- 1991: Joey Takes a Cab: Alan
- 1991: Another You: Brad
- 1991: Motorama: Lou
- 1992: L'últim segon (Split Second): The Rat Catcher
- 1993: Skeeter: Hopper
- 1993: El somni d'Arizona (Arizona Dream): Fabian
- 1996: Encantat de matar-te (Mad Dog Time): Red Mash
- 1997: Stir: Hotel Manager
- 1998: Merchants of Venus: The Senador
- 1998: The Unknown Cyclist: Gabe Sinclair
- 1999: Tumbleweeds: Mr. Cummings
- 1999: The Debtors
- 2000: Danny and Max: Berquist
- 2000: Forever Lulu: Hippie
- 2001: Out of the Black: Ned
- 2003: House of 1000 Corpses: Stucky
- 2011: Sunburnt Angels: Cards
- 2012: The Woods: Moose
- 2012: The Next Cassavetes: Guide

## Televisió
- 1959 Lux Playhouse (Sèrie TV): Spider
- 1959 Five Fingers (Sèrie TV): Davey
- 1959 Alfred Hitchcock presents (Sèrie TV): Shoeshine Boy / Hansel Eidelpfeiffer
- 1959 Dobie Gillis (sèrie TV): Jérôme Krebs
- 1960 Startime (sèrie TV): Doug
- 1962 Window on Main Street (sèrie TV): Ziggy
- 1962 The Andy Griffith Show (sèrie TV): Virgil
- 1963 Going My Way (sèrie TV): Danny Larkin
- 1963 The Infermeras (sèrie TV): Jody Haig
- 1963 Route 66 (sèrie TV): Vinny
- 1964 The Lucie Show (sèrie TV): Ted Mooney
- 1964 Channing (sèrie TV): Danny
- 1964 Gunsmoke (sèrie TV): Cyrus
- 1965 The Baileys of Balboa (sèrie TV): Chester
- 1965 Mr. Novak (sèrie TV): Go-Go Reader
- 1965 Honey West (sèrie TV): Jingles
- 1965 Branded (sèrie TV): Digby Popham
- 1966 Lost in Space (sèrie TV): el garçon
- 1966 The Virginian (Sèrie TV): Georgie Sam Smith
- 1966 I Spy (sèrie TV): Bernie
- 1966 Star Trek (sèrie TV): Jahn
- 1967 The Girl from U.N.C.L.E. (sèrie TV): Herbie
- 1967 Cimarron (sèrie TV): Bert
- 1968 The Smugglers (sèrie TV): Piero
- 1974 Movin' On (sèrie TV): Joe Shannon
- 1974 Get Christie Love! (sèrie TV): Leonard Marvin
- 1984 The Fall Guy (sèrie TV): Billy Hutton
- 1986 Simon i Simon (sèrie TV): Barnaby
- 1986 Leo & Liz in Beverly Hills (sèrie TV): Leonard
- 1988 Crime Story (sèrie TV): Leon Barski
- 1989 Stuck with Each Other (Telefilm): Smitty
- 1989 Superboy (sèrie TV): Mr. Mxyzptlk
- 1990 Cash expre$$ (Telefilm): Palomar
- 1991 Toxic Crusaders (sèrie TV): Psycho (veu)
- 1991 Paradise (sèrie TV): Lester Barr
- 1992 Eerie, Indiana (sèrie TV): Claude
- 1993 Blossom (sèrie TV): Randy
- 1993 Tales from the Crypt (Sèrie TV): Ed
- 1995 Wings (sèrie TV): Benny
- 1997 The Odyssey (sèrie TV): Aeolus
- 1998 L.A. Docs (sèrie TV): 8294-7
- 1999 Becker (sèrie TV): Elliott, l'empleat de la morgue
- 2000 Jack and Jill (sèrie TV): el venedor de gel

## Premis i nominacions

### Nominacions
- 1968: Oscar al millor actor secundari per Bonnie i Clyde
- 1968: Globus d'Or al millor actor secundari per Bonnie i Clyde